# 이루카 (가수)

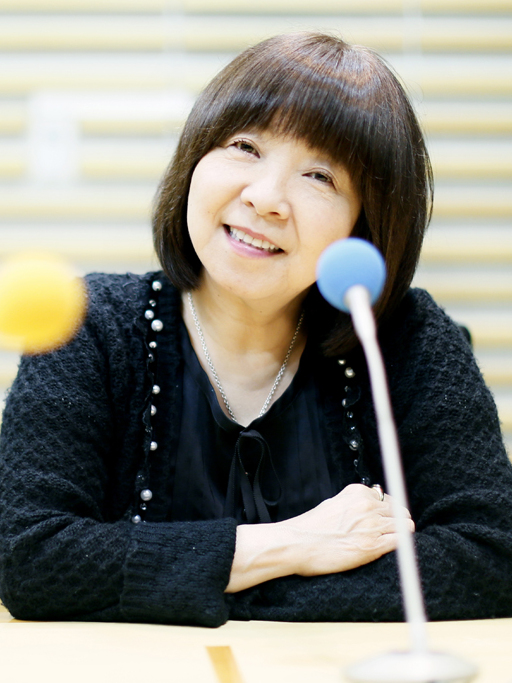

이루카(イルカ)는 일본의 포크송 가수, 그림책 작가다. 본명은 칸베 토시에(일본어: 神部 としえ, 1950년 12월 3일 - ), 결혼 전의 구성은 호사카 토시에(일본어: 保坂 としえ)다.
도쿄도 나카노구 출신. 재즈밴드 스타더스터즈의 테너 색소폰 연주자 호사카 토시오의 딸로 태어났다. 나카노구립 야토소학교, 도쿄문화중학교, 도쿄문화고등학교, 여자미술대학을 졸업했다. 소학교 때부터 음악부 고적대에 소속되어 글로켄슈필을 담당했다. 소학교 동창으로 작곡가 후나야마 모토키가 있다. 여자미술대학 포크송 동아리에서 활동할 당시, 모두들 기타 케이스를 갖고 다니는 모습을 보고 누가 “돌고래 떼 같다”고 말한 것이 계기가 되어 “돌고래(이루카)”를 예명으로 삼았다.
1970년, 슈리크스 멤버로서 데뷔했고, 1974년 「그 무렵의 나는」으로 솔로 데뷔했다. 슈리크스 멤버 카베 카즈오와 1972년 결혼했다. 이루카가 솔로데뷔를 함에 따라 남편은 가수를 그만두고 매니지먼트에 전념하게 되었다.
1975년, 이세 쇼조의 곡 「잔설」을 을 커버한 것이 대히트했다. 이후 1977년의 「비의 이야기」, 1979년의 「해안통」 등도 히트했다.
1977년부터 1980년에 걸쳐 그림책 『작은 하늘』 전 4권을 발표했다.
1979년 아들 칸베 토우마를 낳았고, 출산휴가를 위해 가수 활동을 일시 휴업했다.
2004년부터 국제자연보전연맹(IUCN) 친선대사가 되었고, IUCN에 테마송을 제공했다.
2010년 모교인 여자미술대학 객원교수로 취임했다.